# Bitruháls
Bitruháls kallas höjdsträckningen mellan fjordarna Kollafjörður och Bitrufjörður på nordvästra Island. Den ligger i regionen Västfjordarna, 150 km norr om huvudstaden Reykjavík.